# Hemichnoodes
Hemichnoodes is een geslacht van kevers uit de familie bladsprietkevers (Scarabaeidae). Het geslacht werd voor het eerst wetenschappelijk beschreven in 1880 door Kraatz.

## Soorten
- Hemichnoodes mniszechi (Janson, 1873)
- Hemichnoodes nigriceps (Blanchard, 1850)
- Hemichnoodes parryi (Janson, 1873)